# Arminiheringia
Arminiheringia — вимерлий рід спарассодонтів. Мешкав у ранньому еоцені в Південній Америці.

## Опис
У цієї тварини був надзвичайно міцний череп з міцними зубами. Нижні ікла були надзвичайно довгі й виступали вперед. Корінні та премоляри вказують на м’ясоїдну дієту. Ймовірно, його тіло було масивним, а тварина досягала значних розмірів, близько 1,8 метра в довжину. Його ноги були міцними й Arminiheringia нагадувала сучасного ведмедя.

## Класифікація
Arminiheringia був типовим представником родини Proborhyaenidae, клади південноамериканських ведмедеподібних метатерій. Ці тварини належали до ряду Sparassodonta, клади, пов’язаної з сумчастими, члени якої в ході своєї еволюції займали ніші, які зазвичай займають на інших континентах м'ясоїдні тварини. Arminiheringia та її родичі зовні нагадували креодонтів. Єдиним визнаним на даний момент видом є Arminiheringia auceta, яка тісно пов'язана з Callistoe.

## Палеобіологія
Його сильне, міцне тіло та череп, озброєний великими зубами, є типовими ознаками м'ясоїдної дієти; дивні нижні ікла, витягнуті вперед, вказують на те, що Arminiheringia був спеціалізованим хижаком, хоча його методи полювання все ще залишаються загадкою.